# Atletica leggera ai Giochi della III Olimpiade - Maratona
La gara di maratona dei Giochi della III Olimpiade si tenne il 30 agosto 1904 a Saint Louis, in occasione dei terzi Giochi olimpici dell'era moderna.

## La gara
La gara si svolse il 30 agosto dalle ore 15, con una temperatura di 31° C e con un tasso di umidità del 90%.
Alla partenza si allinearono 19 statunitensi, 9 greci, 3 sudafricani (di cui due appartenenti alla nazione Tswana) e un cubano.
Il percorso, particolarmente impegnativo, presentava lunghi tratti ricoperti di pietre spaccate (con la possibilità di danneggiare le scarpe dei concorrenti) e sette alture, variabili dai 30 ai 100 metri.
A causa della giornata torrida, un concorrente rischiò di soffocare perché, dal momento che correva a bocca aperta, ingerì troppa polvere. Ci fu anche la pittoresca partecipazione del cubano Félix Carvajal, che si presentò con un abbigliamento inadatto alla competizione e decisamente sui generis, e che si fermò più volte a parlare con il pubblico durante la gara.
Il primo a tagliare il traguardo fu lo statunitense Frederick Lorz. Questi venne acclamato come vincitore e fece persino una foto accanto alla figlia dell'allora presidente degli Stati Uniti Roosevelt, Alice; poco dopo fu tuttavia squalificato: grazie ad alcuni testimoni oculari si seppe che dopo circa 14 km dall'inizio della gara, Lorz era salito su un'automobile guidata dal suo allenatore, e aveva percorso oltre 17 km per poi scendere a 10 km dall'arrivo. 
La medaglia d'oro andò quindi a Thomas Hicks. A 10 km dal termine voleva ritirarsi. Una mistura fatta di bianco d'uovo misto a brandy e 1/60 di grano di solfato di stricnina (un vero e proprio doping) lo rianimò e gli consentì di giungere primo; dopo la fine della gara, spossato, venne rianimato negli spogliatoi dai medici.
Frederick Lorz venne squalificato a vita, ma l'anno successivo fu amnistiato, quando divenne chiaro che la sua era stata più una trovata goliardica che un reale tentativo di barare.

## Risultati

Mappa del percorso della Maratona di Saint Louis

### Finale
| Pos.    | Atleta               | Nazione     | Tempo    |
| ------- | -------------------- | ----------- | -------- |
| Oro     | Thomas Hicks         | Stati Uniti | 3h28'53" |
| Argento | Albert Corey         | Stati Uniti | 3h34'52" |
| Bronzo  | Arthur Newton        | Stati Uniti | 3h47'33" |
| 4       | Félix Carvajal       | Cuba        | n/d      |
| 5       | Dimitrios Veloulis   | Grecia      | n/d      |
| 6       | David Kneeland       | Stati Uniti | n/d      |
| 7       | Henry Brawley        | Stati Uniti | n/d      |
| 8       | Sidney Hatch         | Stati Uniti | n/d      |
| 9       | Len Taunyane         | Sudafrica   | n/d      |
| 10      | Khristos Zekhouritis | Grecia      | n/d      |
| 11      | Frank Devlin         | Stati Uniti | n/d      |
| 12      | Jan Mashiani         | Sudafrica   | n/d      |
| 13      | John Furla           | Stati Uniti | n/d      |
| 14      | Andrew Oikonomou     | Grecia      | n/d      |
| -       | Frank Pierce         | Stati Uniti | r        |
| -       | Sammy Mellor         | Stati Uniti | r        |
| -       | Edward Carr          | Stati Uniti | r        |
| -       | Mike Spring          | Stati Uniti | r        |
| -       | John Lordan          | Stati Uniti | r        |
| -       | William Garcia       | Stati Uniti | r        |
| -       | Bob Fowler           | Terranova   | r        |
| -       | Thomas Kennedy       | Stati Uniti | r        |
| -       | Guy Porter           | Stati Uniti | r        |
| -       | John Foy             | Stati Uniti | r        |
| -       | Bertie Harris        | Sudafrica   | r        |
| -       | Georgios Vamkaitis   | Grecia      | r        |
| -       | Charilaos Giannakas  | Grecia      | r        |
| -       | Georgios Drosos      | Grecia      | r        |
| -       | Georgios Louridas    | Grecia      | r        |
| -       | Ioannis Loungitsas   | Grecia      | r        |
| -       | Petros Pipilis       | Grecia      | r        |
| -       | Frederick Lorz       | Stati Uniti | dq       |

## Galleria d'immagini

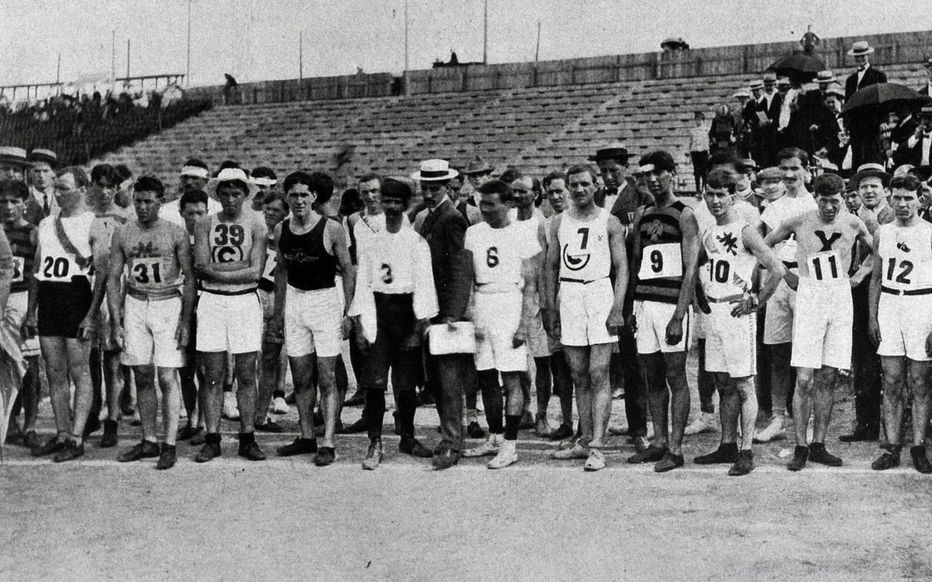
La partenza della gara. Con il numero 31, Frederick Lorz, col numero 3 il cubano Félix Carvajal. Il vincitore, Thomas Hicks è l'atleta con il numero 20.
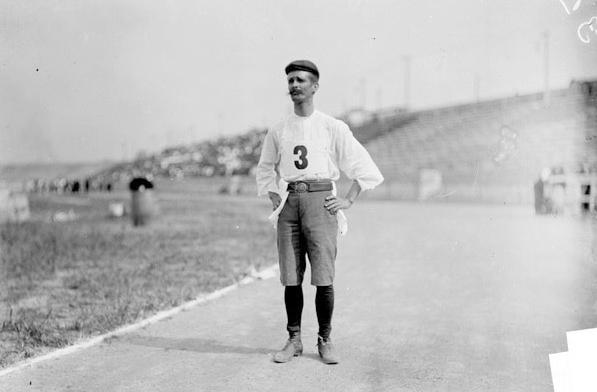
Ecco l'abbigliamento con cui corse il cubano Félix Carvajal. Da notare le scarpe coi tacchi. Si classificherà quarto.
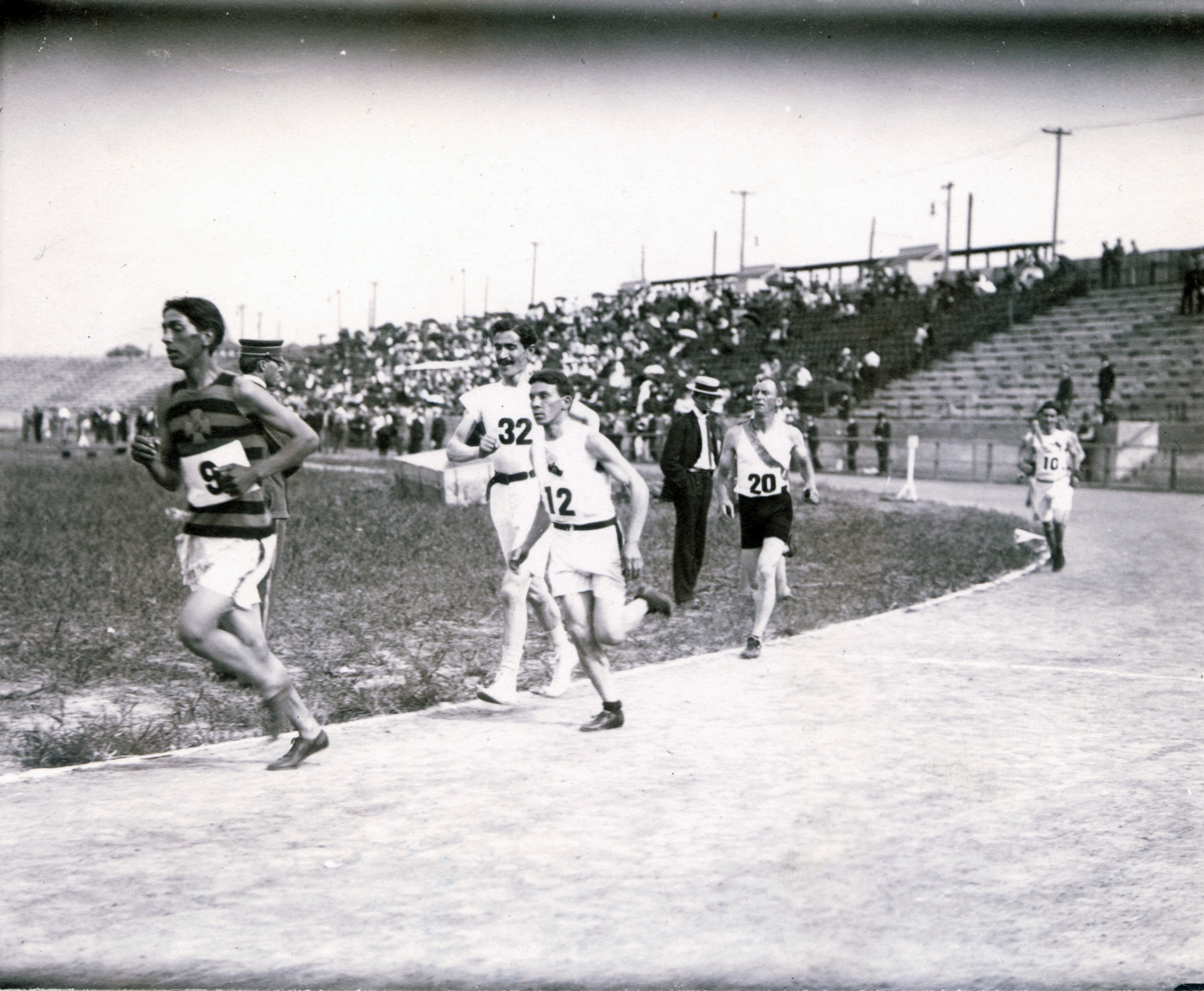
I corridori sono ancora dentro lo stadio. Si riconoscono: Frank Pierce (n. 9); Mike Spring (12); Charilaos_Giannakas (32); Thomas Hicks (futuro vincitore, 20); Sam Mellor (10).
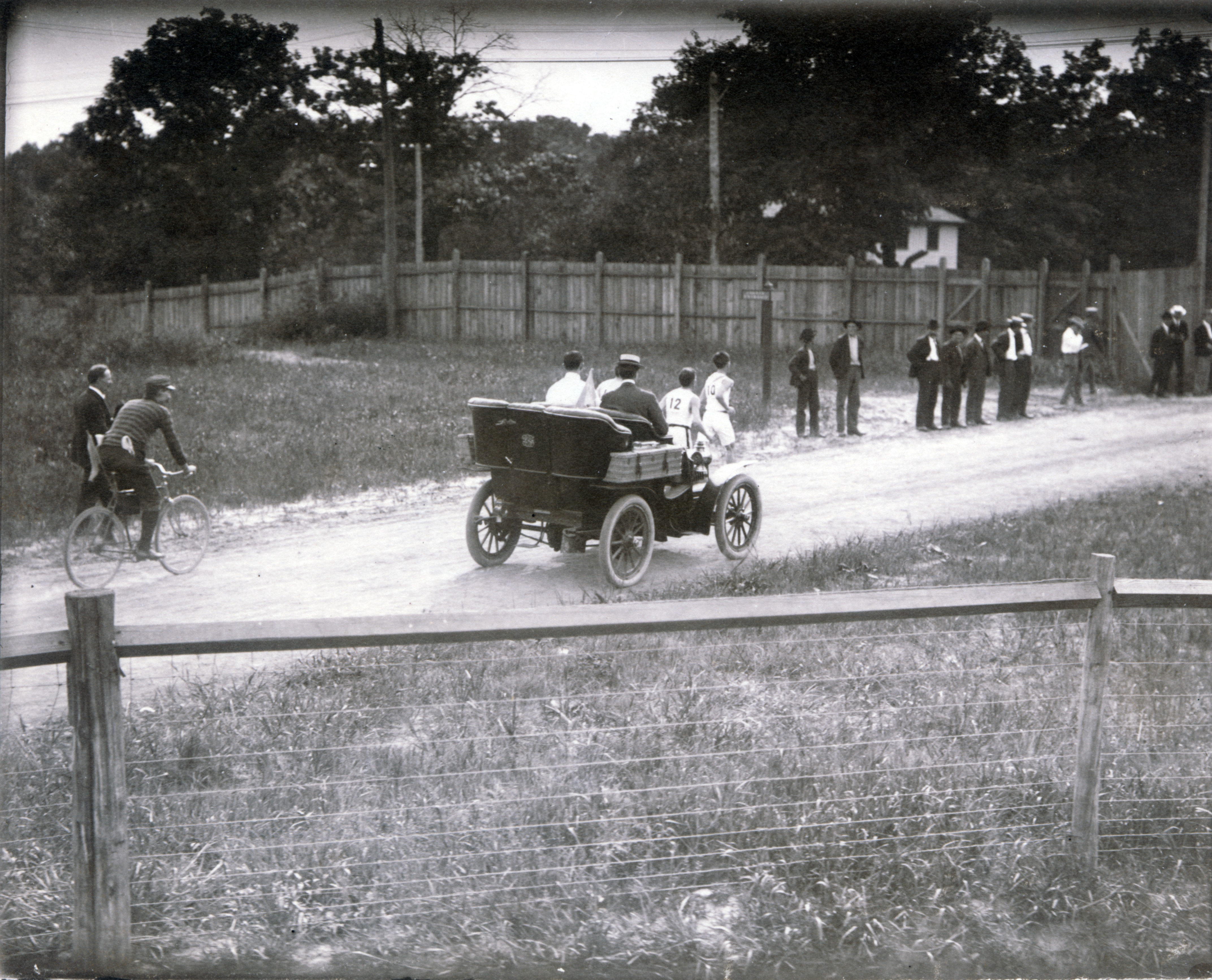
I primi concorrenti lasciano lo stadio. Si vedono i numeri 10 (Sam Mellor) e 12 (Mike Spring).
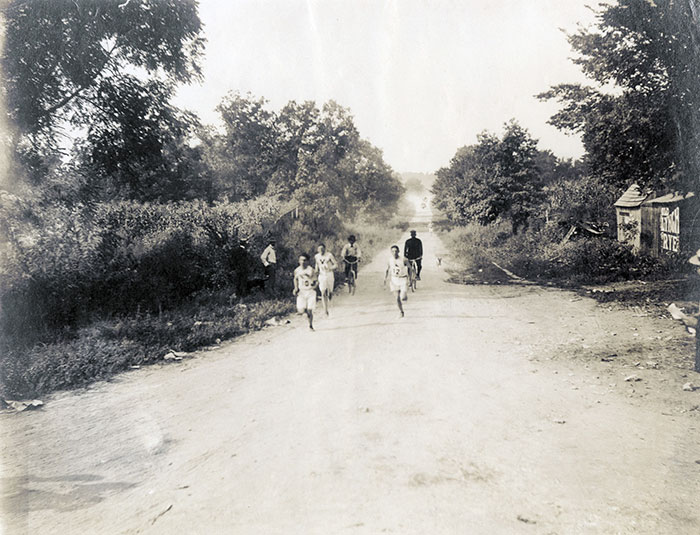
Una fase della corsa.
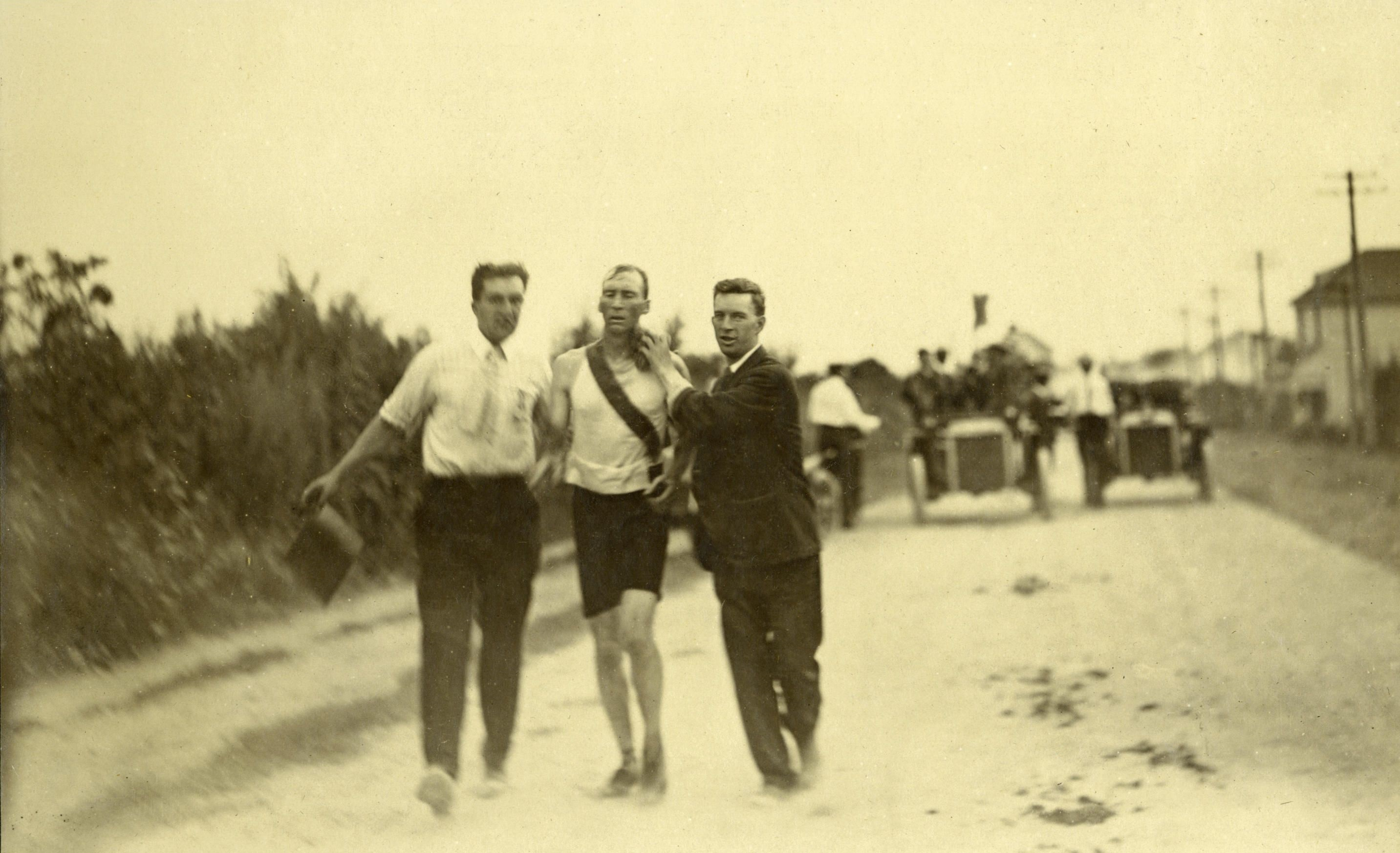
Thomas Hicks, in difficoltà, vorrebbe ritirarsi, ma è convinto a continuare.
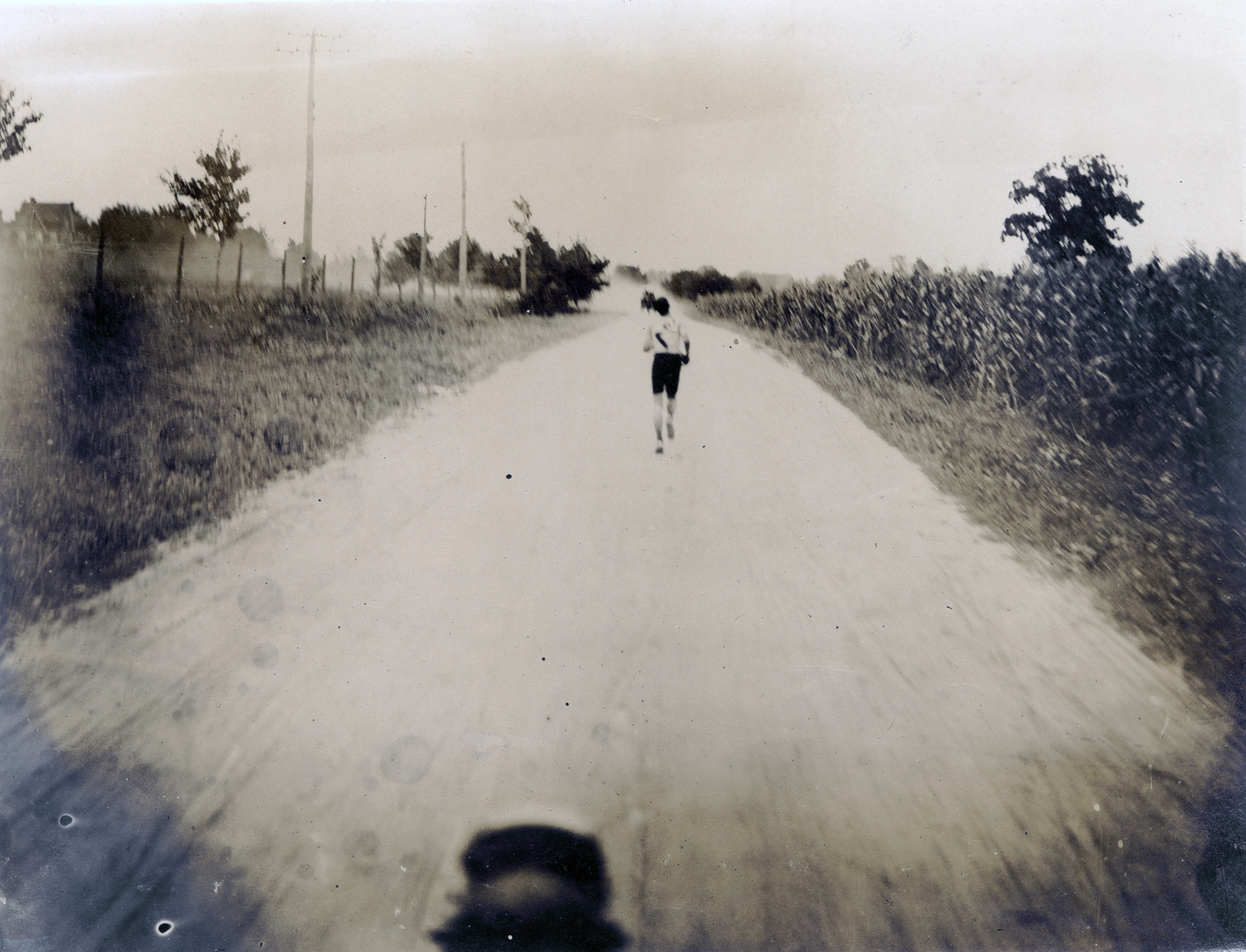
Un uomo solo al comando: Hicks è in testa dopo 30 km.
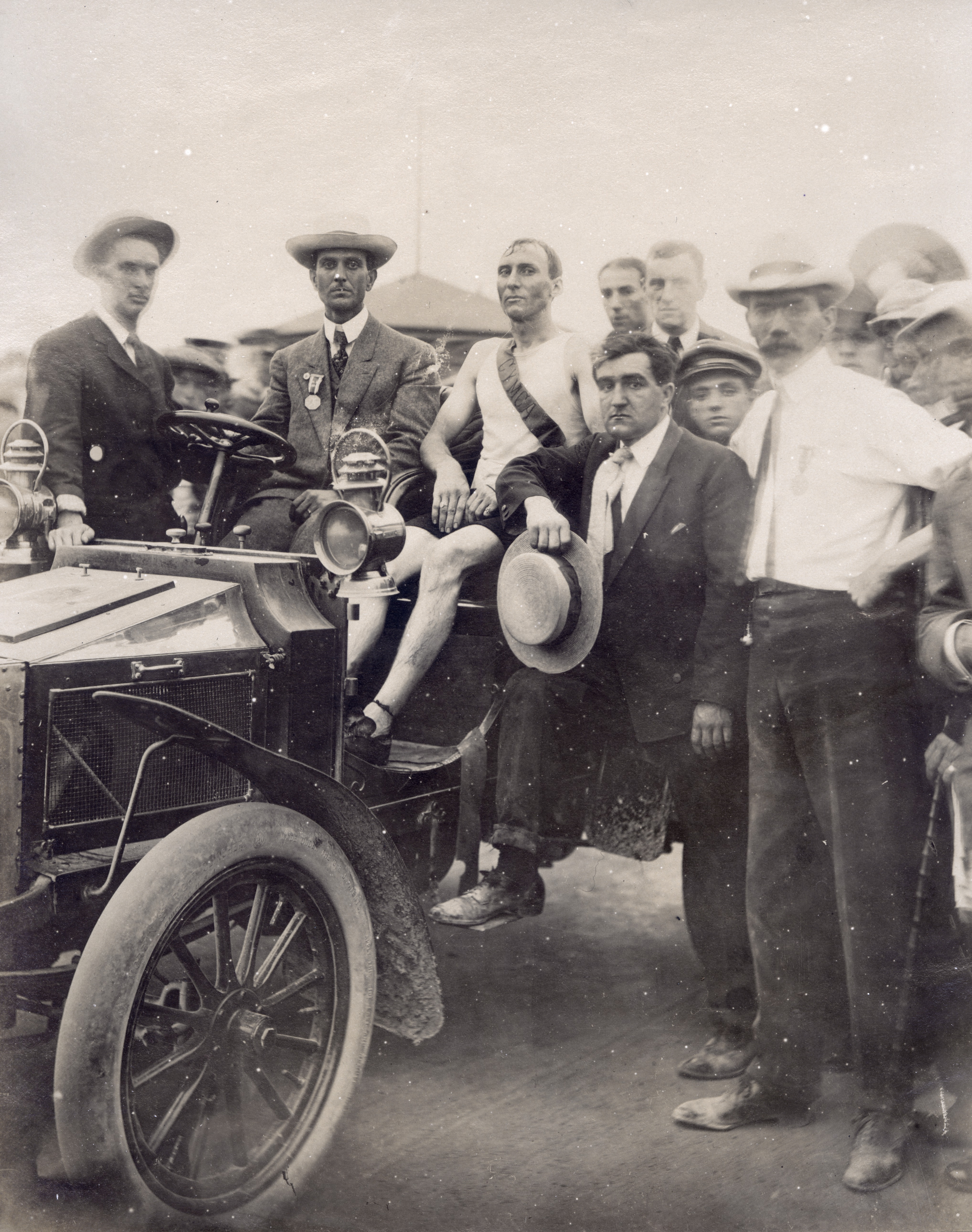
Thomas Hicks dopo la vittoria.
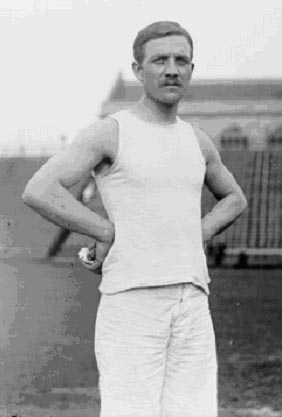
Albert Coray, il secondo classificato.
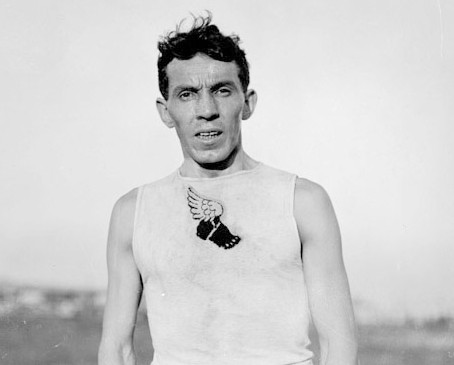
Arthur Newton, il terzo classificato
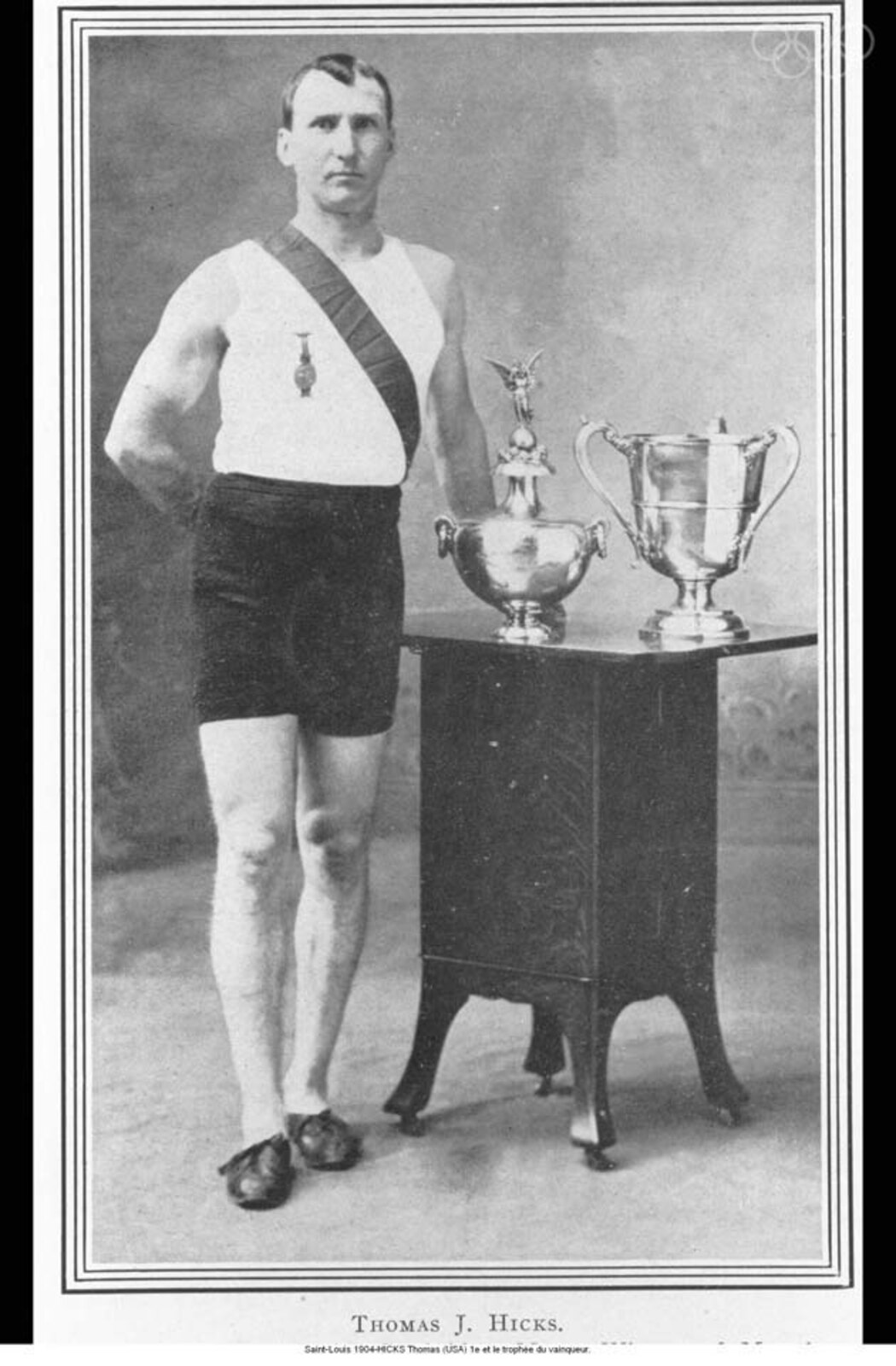
Thomas Hicks con il trofeo riservato al vincitore.